# Giuseppe Atzeni

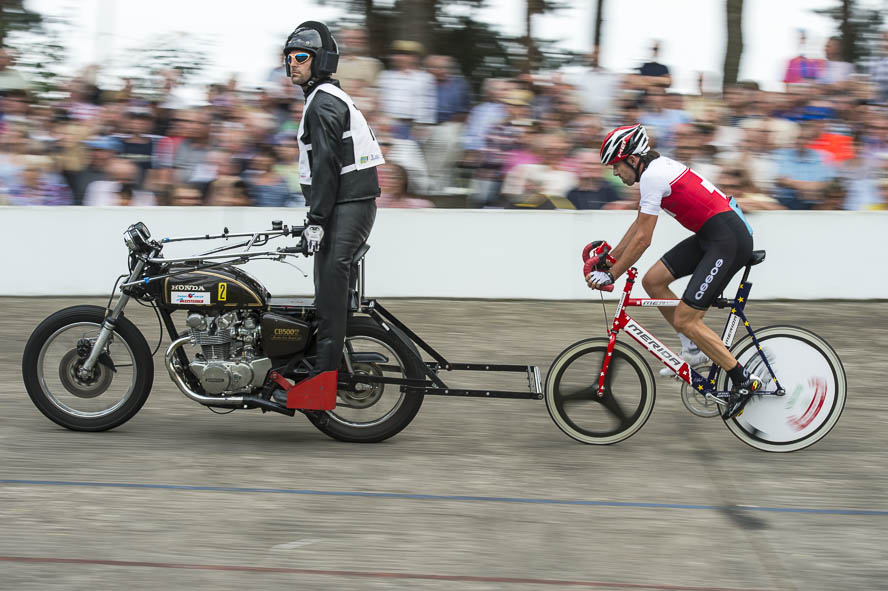
Atzeni avec le pacemaker André Dippel aux Championnats d'Europe de demi-fond à Nuremberg (2013).

Giuseppe Atzeni (né le 8 avril 1978 à Altdorf dans le canton d'Uri) est un coureur cycliste suisse. Il est devenu champion d'Europe de demi-fond à trois reprises.

## Biographie
Spécialiste du demi-fond sur piste, il est trois fois champion d'Europe et onze fois champion de Suisse de la spécialité.
Il arrête sa carrière à 46 ans en septembre 2024, après avoir pris la deuxième place du championnat de Suisse de demi-fond,.

## Palmarès sur piste

### Coupe du monde
- 2006-2007
  - 2e du scratch à Sydney

### Championnats d'Europe
- 2006
  -  Champion d'Europe de demi-fond
- 2009
  -  Champion d'Europe de demi-fond
- 2010
  -  Champion d'Europe de demi-fond
- 2011
  -  Médaillé d'argent du demi-fond
- 2013
  -  Médaillé de bronze du demi-fond
- Saint-Quentin-en-Yvelines 2016
  -  Médaillé de bronze du demi-fond
- Lyon 2022
  -  Médaillé d'argent du demi-fond

### Championnats nationaux
- Champion de Suisse de demi-fond : 2007, 2009, 2012, 2013, 2014, 2015, 2017, 2018, 2019 et 2021

## Palmarès sur route

### Par année
- 2005
  - 2e étape du Tour du Salvador (contre-la-montre par équipes)

### Classements mondiaux
| Année            | 2005 |
| ---------------- | ---- |
| UCI America Tour | 366e |